# Olivella semistriata
Olivella semistriata is een slakkensoort uit de familie van de Olividae. De wetenschappelijke naam van de soort is voor het eerst geldig gepubliceerd in 1839 door Gray.